# Effen smelt
De effen smelt (Hyperoplus immaculatus) is een straalvinnige vissensoort uit de familie van de zandspieringen (Ammodytidae). De wetenschappelijke naam van de soort werd in 1950 voor het eerst geldig gepubliceerd door Corbin als Ammodytes immaculatus.